# Panna Maria Meritxellská
Panna Maria Meritxellská (katalánsky Mare de Déu de Meritxell) je patronkou Andorry.

## Historie
Původně šlo o sošku Panny Marie s dítětem ze 12. století, byla však zničena při požáru v roce 1972 a nahrazena moderní replikou. Moderní podoba kaple, v níž je soška uložena, je dílem architekta Ricarda Bofilla a pochází z roku 1976. Podle filologa Joana Corominese je slovo Meritxell zdrobnělinou od slova merig, což znamená poledne.

## Legenda
Podle legendy našli vesničané, kteří šli z Meritxellu na mši do blízké vsi Canillo ve 12. století (přesný rok není znám, datum je podle legendy 6. ledna), kvetoucí keř divokých růží, u jehož kořenů byla nalezena soška. Soška byla umístěna v canillském kostele, ale následujícího dne se znovu objevila pod růžovým keřem; totéž se stalo, když byla přemístěna do kostela v Encampu, proto byla na místě postavena kaple.
Panna Maria Meritxellská je patronkou Andorry, Meritxell je v Andoře a v katalánsky mluvících oblastech poměrně časté ženské jméno. Příběh je zmíněn i v andorrské hymně.